# 11 Batalion Saperów (III RP)
11  Batalion Saperów (11 bsap) – pododdział wojsk inżynieryjnych Sił Zbrojnych RP.

## Historia
Batalion sformowany został  wiosną 1945, jako 16 batalion saperów w łódzkiej dzielnicy Stoki i w miejscowości Żaków k/Łodzi, jako jednostka organizacyjna 11 Dywizji Piechoty. Oddział nie wziął udziału w działaniach wojennych. Po zakończeniu II wojny światowej, w dniach 23-24 października 1945 roku batalion przemaszerował do Żar.   W 1992 roku 16  batalion został przeformowany w  „11 Batalion Saperów" na podstawie decyzji Nr 101/MON z dnia 30 listopada 1992 r. W październiku 1993 jednostka dyslokowana została do Świętoszowa.  11 Batalion Saperów, funkcjonujący w oparciu o pokojowy etat Nr 29/158/0, został rozformowany w  dniu  31 grudnia 2001.

## Dowódcy
- kpt. dypl. Andrzej Piękny (1992 – 1993)
- ppłk. dypl. Leszek Dąbrowicz (1993-2001)

## Symbole batalionu
Sztandar
25 września 1960 gen. bryg. Wacław Czyżewski wręczył dowódcy batalionu, mjr. Zygmuntowi Zawadzkiemu sztandar.

11 listopada 1995 gen. dyw. Janusz  Ornatowski wręczył dowódcy batalionu, mjr. Leszkowi   Dąbrowiczowi nowy sztandar ufundowany przez społeczeństwo Łęknicy.
Odznaka pamiątkowa;
Decyzją Ministra Obrony Narodowej z 1992 roku została wprowadzona do użytku odznaka pamiątkowa 11. Batalionu Saperów  z  Żar. 
Odznaka pamiątkowa: Odznakę stanowi krzyż maltański o krawędziach w kolorze złotym i ramionach pokrytych czarną, emalią, z czerwonym pasem wzdłuż brzegów. Na górnym ramieniu mieści się numer jednostki „11”. W centrum odznaki nałożona okrągła tarcza stalowa, na której wyryta jest miniatura odznaki 11 Dywizji Kawalerii Pancernej oraz napis „BATALION SAPERÓW”.   Z tarczy wystają, między ramionami krzyża atrybuty saperskie: łopata, siekiera, kilof i kotwica. Odznaka o wymiarach 43 x 43 mm.